# Roscius
Roscius (weibliche Form Roscia; eingedeutscht Roscier) war der Gentilname einer römischen Sippe, der gens Roscia, die mit Ausnahme der Erwähnung eines einzigen Vertreters – Lucius Roscius, der im 5. Jahrhundert v. Chr. gelebt haben soll –, erst in der Zeit der späten Republik und der Kaiserzeit nachweisbar ist. Mitglieder der Familie, die inschriftlich vielfach belegt sind, gelangten erst während der Kaiserzeit zum Konsulat. Häufig stammten sie aus den Orten Lanuvium oder Ameria.
Bedeutende Vertreter waren:
- Lucius Roscius, römischer Gesandter, 438 v. Chr. im Auftrag des Königs Lars Tolumnius von Veii getötet
- Sextus Roscius, wurde 80 v. Chr. von Cicero erfolgreich gegen die Anklage angeblichen Vatermords und Unterschlagung verteidigt
- Lucius Roscius Otho, Volkstribun 67 v. Chr.
- Quintus Roscius Gallus († kurz vor 62 v. Chr.), mit Cicero befreundeter reicher Schauspieler
- Lucius Roscius Fabatus († 43 v. Chr.), Anhänger Caesars, fiel nach dessen Tod in der Schlacht bei Forum Gallorum
- Marcus Roscius Coelius, Suffektkonsul 81 n. Chr.
- Lucius Roscius Aelianus Maecius Celer, Suffektkonsul 100 n. Chr.
- Lucius Roscius Aelianus Paculus (Konsul 157), römischer Suffektkonsul
- Lucius Roscius Aelianus Paculus (Konsul 187), römischer ordentlicher Konsul
- Lucius Roscius Aelianus Paculus Salvius Iulianus, römischer Konsul 223.